# Sympathy for the Devil
Pour les articles homonymes, voir Sympathy for the Devil (homonymie).
Pistes de Beggars Banquet
No Expectations
(2)
Singles de The Rolling Stones
Don't Stop
(2002) Streets of Love / Rough Justice
(2005)
Sympathy for the Devil est une chanson des Rolling Stones écrite par Mick Jagger et parue sur l'album Beggars Banquet le 6 décembre 1968. Ce titre a été enregistré quelques jours après mai 68, en présence des caméras de Jean-Luc Godard.

## Écriture, inspiration et références
Au départ appelée The Devil Is My Name, cette chanson chantée par Mick Jagger est une allusion au diable dont le chanteur revêt directement le costume en mentionnant notamment le Christ, Ponce Pilate, le tsar Nicolas II de Russie, sa fille Anastasia Nikolaïevna de Russie ainsi que la famille Kennedy entre autres.
Dans une interview parue dans le magazine Rolling Stone en 1995, Jagger déclare : « Je crois que ça vient d'une vieille idée de Baudelaire, je crois mais peut-être que je me trompe. Parfois, quand je relis les œuvres de Baudelaire, je n'arrive pas à la retrouver. Mais c'est une idée que j'ai trouvée dans un livre français. J'ai juste pris quelques phrases et rajouté mes idées. Je l'ai écrite un peu à la manière de Dylan. » C'est Richards qui propose de modifier le tempo et de rajouter les percussions, transformant le style de la chanson, passant ainsi du folk à la samba,.
En fait, la plupart des paroles de la chanson semblent faire fortement référence au roman de Mikhaïl Boulgakov, Le Maître et Marguerite,. Les premières paroles du titre, « Permettez-moi s'il vous plait de me présenter, je suis un homme de biens et de goût » montrent assez clairement les origines de l'inspiration de Jagger, le premier chapitre contenant cette phrase : « Excusez-moi, dit-il en parlant correctement, mais avec un accent étranger, pour avoir présumé vous parler sans une introduction ». D'autres allusions sont faites à ce livre dans les paroles « Je me trouvais dans les parages quand Jésus-Christ eut son moment de doute et de douleur / Je me suis bien assuré que Pilate avait lavé ses mains et scellé son destin » : un passage de la Bible mentionné dans les premiers chapitres du roman de Mikhaïl Boulgakov,.
Jagger déclare au cours de l'interview pour le magazine Rolling Stone « c'est un personnage historique qui remonte très loin dans le passé — les deux entités que sont le bien et le mal — donc c'est un très long parcours qu'il a réalisé avant de prendre sa forme finale dans cette œuvre. »
Cependant le sujet principal des paroles concerne surtout les atrocités réalisées par les hommes au cours de l'Histoire, incluant notamment les guerres de Religion en Europe, la violence de la révolution russe de 1917 et le massacre en 1918 de la famille Romanov et la Seconde Guerre mondiale,. Les paroles font également référence à l'assassinat de John F. Kennedy et de son frère Robert Kennedy. Les Stones enregistraient le titre lorsque ce dernier fut tué, et les paroles de la chanson furent alors modifiées, passant de « Who killed Kennedy ? » à « Who killed the Kennedys ? ». La réponse apportée est « vous et moi » : ce qui est une façon de dire que « le diable c'est pas l'autre, c'est vous et moi ». D'ailleurs Keith Richards déclare dans une interview « Nous sommes tous Lucifer ».
À l'époque de la sortie de Beggars Banquet, les Rolling Stones avaient déjà hérissé les milieux conservateurs pour les paroles à caractère sexuel du titre Let's Spend the Night Together, après leur reprise du blues de Willie Dixon I Just Want to Make Love to You.
La chanson a sans doute échappé à de plus féroces critiques lorsque le premier titre de l'album, Street Fighting Man sortit, devenant une source de controverses encore plus amères dans le contexte chaotique d'alors avec les divers soulèvements populaires dans le monde, les émeutes raciales aux États-Unis, et les Mouvements pour les droits civiques, ainsi que les révoltes étudiantes de 1968 dans de nombreuses villes d'Europe et des États-Unis dira Bill Wyman dans son ouvrage Rolling with the Stones.

## Enregistrement et tournage
Jean-Luc Godard a filmé les répétitions et l'enregistrement du titre. Il en résulte un film intitulé One + One mêlant des séquences documentaires. Le film a été diffusé aux États-Unis sous le titre Sympathy for the Devil avec un montage différent.
En fait, Jean-Luc Godard et son équipe de tournage se sont trouvés dans l'incapacité de rentrer en France à la suite des évènements sociaux de 1968. Godard, ayant à sa disposition un métrage significatif de film vierge, a proposé aux Rolling Stones de les filmer pendant la création d'une chanson. Alors que leur album Beggars Banquet était déjà bouclé, les Stones sont retournés en studio pour terminer une chanson qu'ils avaient du mal à finaliser dans le cadre du projet de Jean-Luc Godard : Sympathy for the Devil est née.
L'enregistrement de Sympathy for the Devil débuta au London's Olympic Studios le 4 juin 1968 et se prolongea le lendemain ; les prises supplémentaires furent effectuées les 8 juin 1968, 9 juin 1968 et 10 juin 1968. Étaient présents, en plus des Stones, Nicky Hopkins au piano, aux congas, Bill Wyman aux maracas, la basse étant jouée par Keith Richards.
Il est souvent dit que Marianne Faithfull, Anita Pallenberg, Brian Jones, Charlie Watts, le producteur Jimmy Miller, Wyman et Richards chantèrent les chœurs de la chanson, comme on peut le voir dans le film Sympathy for the Devil de Jean-Luc Godard. En réalité des fameux « whoo whoo », furent rajoutés en post-production à Los Angeles[réf. nécessaire] par Richards, Jagger et Jimmy Miller leur nouveau manager, qui en a eu l'idée au départ. Richards joue de la basse sur l'enregistrement original. On peut voir Jones jouer de la guitare acoustique dans le film, mais on ne l'entend guère sur la version finale.
Dans le livre sorti en 2003, According to the Rolling Stones, Charlie Watts dit ceci : « Sympathy fut l'une de ces chansons où nous avons vraiment tout essayé. La première fois que je l'ai entendue fut quand Mick est venu la chanter juste devant ma porte, quand je vivais dans le Sussex… Il l'a interprétée à sa façon… et c'était génial. Nous l'avons jouée de plein de manières différentes ; à la fin je jouais juste un rythme de jazz latin, dans le même style que Kenny Clarke dans la chanson A Night in Tunisia — pas exactement le même rythme mais le même style. »
Concernant la puissance d'ensemble de cette chanson, Jagger raconte, toujours dans le magazine Rolling Stone « Ce titre possède un groove hypnotique, c'est une samba avec un pouvoir hypnotique très fort, un peu comme un bon titre de dance. Il ne ralentit pas ou n'accélère pas. Il garde toujours le même groove. De plus, le rythme de la samba est vraiment génial pour chanter, mais il possède également d'autres sous-entendus, un courant sous-jacent primitif — parce que c'est un rythme d'Afrique primitive, d'Amérique latine, d'afro — peu importe comment vous appelez ce rythme. Pour les Blancs, tout cela évoque un sujet sinistre. Mais si on oublie les différences culturelles, c'est une matière qui permet de produire une œuvre très puissante. Ça devient beaucoup moins prétentieux et pompeux, parce que cela possède un groove très simple. Si on l'avait fait comme une ballade, cela n'aurait pas été aussi bon. »

## Réception
En plus du thème, la chanson est considérée pour beaucoup comme un modèle de composition, que ce soit pour les congas, les chœurs, et évidemment le solo de guitare (composé par Keith Richards). Ledit solo deviendra en concert un incontournable avec toutes les variantes improvisées que les Stones ont su en tirer, notamment sur Get Yer Ya-Ya's Out!.
La chanson occupe la 32e place dans la liste des 500 plus grandes chansons du magazine Rolling Stone.
La chanson a été classée 25e meilleure chanson britannique de tous les temps par XFM en 2010.

## Personnel
- Mick Jagger – chant
- Keith Richards – guitare solo, basse, chœurs
- Brian Jones – guitare acoustique, chœurs
- Bill Wyman – maracas, chœurs
- Charlie Watts – batterie, cloche à vache, chœurs

## Personnel additionnel
- – congas
- Nicky Hopkins – piano, chœurs
- Anita Pallenberg, Marianne Faithfull – chœurs

## Reprises
- 1969 : Sandie Shaw sur l'album Reviewing the Situation, Label SALVO
- 1970 : Blood, Sweat & Tears sur l'album Blood, Sweat and Tears 3
- 1973 : Bryan Ferry sur l'album These Foolish Things
- 1987 : Jane's Addiction sur l'album Jane's Addiction
- 1988 : Laibach sur l'EP Sympathy for the Devil (entièrement composé de variations sur la chanson originale)
- 1994 : Guns N' Roses sur la bande originale de Entretien avec un vampire (également parue en single et sur la compilation Greatest Hits)
- 1998 : Louis Bertignac sur l'album Bertignac live
- 2005 : Ozzy Osbourne sur l'album Under Cover
- 2015 : Motörhead sur l'album Bad Magic

## Dans la culture populaire
- C'est le générique de fin du film Le Témoin du mal (Fallen).
- C'est la musique de la bande-annonce :
  - du film Wall Street : L'argent ne dort jamais, sorti en 2010 ;
  - du film Indiana Jones et le Cadran de la destinée ;
- On peut entendre la chanson dans :
  - Flight de Robert Zemeckis ;
  - dans le film C.R.A.Z.Y. ;
  - dans le film Tonnerre sous les tropiques de et avec Ben Stiler ;
  - dans l’épisode 19 de la saison 5 de Stargate Atlantis ;
  - dans le film Diversion, de Glenn Ficara et John Requa ;
  - reprise par Guns N' Roses dans le générique de fin d'Entretien avec un vampire ;
  - au début du film Suicide Squad ;
  - à la fin du film Cruella ;
- Le titre est également repris dans le jeu vidéo Call of Duty: Black Ops[22].
- Cette chanson a servi pour le troisième spot publicitaire du parfum Eau sauvage par Christian Dior sur une scène du film La Piscine de Jacques Deray avec Alain Delon et Romy Schneider.
- Dans Rock'n Troll Attitude (tome 8 de la bande dessinée Trolls de Troy), les "Groaring Trolls" "chantent" en français Compréhension pour le diable (chanson qui commence par les paroles « Autorisez-moi à m'introduire moi-même »).
- C’est également le titre de l’épisode 6 de la série animée Cowboy Bebop.
- Cette chanson a été utilisée par MJF dans son entrée à All Out 2022